# Младен Братић
Младен Братић (Подграђе, 6. јун 1933 — Вуковар, 2. новембар 1991) био је генерал-мајор Југословенске народне армије. Као командант Новосадског корпуса, погинуо је у бици за Вуковар.

## Биографија
Младен Братић рођен је 6. јуна 1933. године у селу Подграђе код Невесиња, од оца Ђорђа и мајке Милене. Пре распада Југославије, Братић (тада пуковник) је био командант тенковске касарне у Панчеву. Изабран је за команданта Новосадског корпуса Југословенске народне армије 8. јула 1990. године и на тој функцији дочекао је рат у Хрватској. Када је отпочела битка за Вуковар, Братић је изабран за једног од команданата. Братић је командовао северним делом операције а Миле Мркшић јужним делом. У северном делу је била једна механизована бригада, један механизовани пук из Панчева и 211 тенкова као појачање из Барање (који су били стационирани у Борову насељу).
ЈНА је 2. новембра 1991. отпочела искрцавање поморског десанта на Дунаву. Током ове операције, генерал Братић је погинуо када је погођен топовском ватром у шуми Ђергај код Борова насеља. После погибије, наследио га је генерал-потпуковник Андрија Биорчевић (који је такође учествовао у бици за Вуковар) као командант Новосадског корпуса. Свеукупно, око 1.300 војника ЈНА изгубило је живот у бици у Вуковару и околним местима.
Сахрањен је, на иницијативу тадашњег председника Скупштине града Београда Милорада Унковића, 6. новембра 1991. у Алеји заслужних грађана на Новом гробљу у Београду. Сахрани су присуствовали Жељко Ражнатовић, Момчило Голијанин, Горан Хаџић, Живота Панић и Благоје Аџић између осталих. Братић и генерал Војске Републике Српске Рајко Балаћ су једини генерали на југословенској/српској страни који су погинули у ратовима на простору бивше Југославије.
На дан Прве бригаде Копнене војске, 8. новембра 2019. године, у касарни „Југовићево” у Новом Саду је откривена спомен-плоча у част генералу Братићу.